# Kaapo Kakko
Kaapo Kakko (ur. 13 lutego 2001 w Turku) – fiński hokeista, reprezentant Finlandii.
Jego brat Konsta (ur. 2002) także został hokeistą.

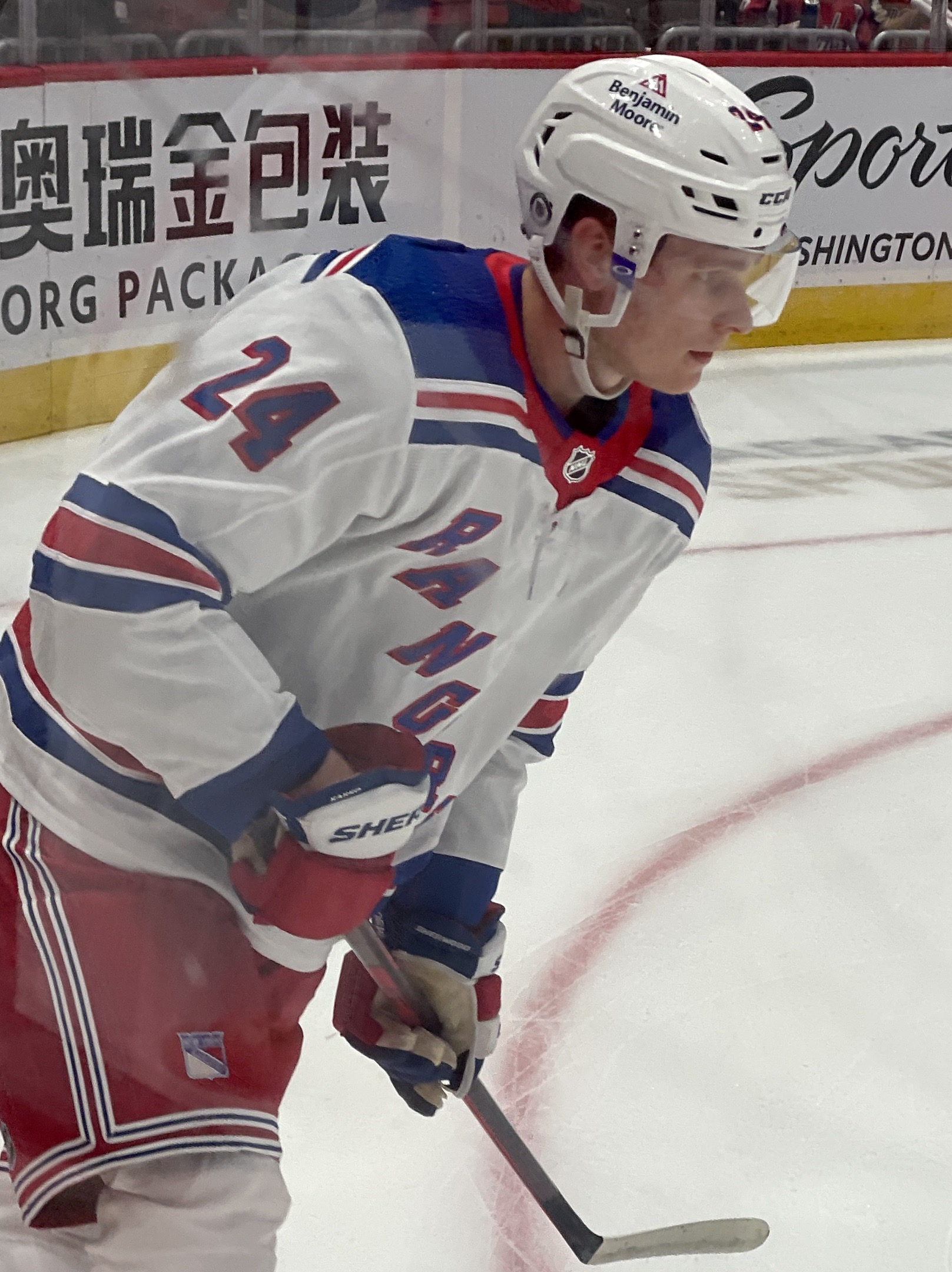
Kaapo Kakko w barwach New York Rangers (2021)

## Kariera
- TPS U16 (2015-2017)
- TPS U16 (2016-2018)
- TPS U16 (2016-2018)
- TPS (2017-2019)
- New York Rangers (2019-2024)
- Seattle Kraken (2024-)

Wychowanek klubu TPS w rodzinnym mieście. W styczniu 2017 podpisał trzyletni juniorski kontrakt z klubem. W barwach drużyny seniorskich TPS w edycji Liiga (2017/2018) rozegrał sześć spotkań, a w kolejnej Liiga (2018/2019) występował już regularnie zaliczając cały sezon. Po jego zakończeniu w czerwcu 2019 w NHL Entry Draft został wybrany z numerem drugim przez amerykański klub New York Rangers. W połowie 2019 podpisał z nim kontrakt wstępujący do NHL. Od sezonu NHL (2019/2020) podjął regularne występy w NHL. W grudniu 2024 przetransferowany do Seattle Kraken.
W barwach reprezentacji juniorskich uczestniczył w turniejach mistrzostw świata juniorów do lat 18 edycji 2018 oraz mistrzostw świata juniorów do lat 20 edycji 2019. Z kadrą seniorską brał udział w turnieju mistrzostw świata edycji 2019. W ciągu niespełna 13 miesięcy zdobył trzy tytuły mistrzostw świata w trzech kategoriach: 29 kwietnia 2018 do lat 18, 5 stycznia 2019 do lat 20, a 26 maja 2019 w randze seniorskiej.
Choruje na cukrzycę i celiakię. W trakcie kariery zyskał przydomki „Kaapeli”, „Kulta-Kaapo”, „The Big Kakk”.

## Sukcesy
Reprezentacyjne
- Złoty medal mistrzostw świata juniorów do lat 18: 2018
- Złoty medal mistrzostw świata juniorów do lat 20: 2019
- Złoty medal mistrzostw świata: 2019

Klubowe
- Brązowy medal U18 SM-sarja: 2017 z TPS U16

Indywidualne
- U18 SM-sarja (2016/2017):
  - Najlepszy pierwszoroczniak sezonu (nagroda im. Heino Pulli)
- U20 SM-liiga (2017/2018):
  - Najlepszy pierwszoroczniak miesiąca - październik 2017
  - Najlepszy pierwszoroczniak sezonu (nagroda im. Yrjö Hakali)
- Mistrzostwa świata do lat 18 w hokeju na lodzie mężczyzn 2018/Elita:
  - 29 kwietnia 2018: gol na 2:0 w zwycięskim meczu finałowym Finlandia - Stany Zjednoczone (3:2)[10]
  - Dziesiąte miejsce w klasyfikacji strzelców turnieju: 4 gole[11]
  - Czwarte miejsce w klasyfikacji asystentów turnieju: 6 asyst[12]
  - Piąte miejsce w klasyfikacji kanadyjskiej turnieju: 10 punktów[13]
  - Jeden z trzech najlepszych zawodników reprezentacji w turnieju[14]
- Mistrzostwa Świata Juniorów w Hokeju na Lodzie 2019/Elita:
  - 5 stycznia 2019: decydujący gol (czas gry 58:34) w zwycięskim meczu finałowym Finlandia - Stany Zjednoczone (3:2)[15][16]
- Liiga (2018/2019)[17]:
  - Szóste miejsce w klasyfikacji strzelców w sezonie zasadniczym: 22 gole
    - Pierwsze miejsce w klasyfikacji strzelców wśród pierwszoroczniaków w sezonie zasadniczym: 22 gole

  - Siódme miejsce w klasyfikacji strzelców w fazie play-off: 4 gole
  - Najlepszy debiutant sezonu (Trofeum Jarmo Wasamy)
- Mistrzostwa Świata w Hokeju na Lodzie 2019 (elita):
  - 10 maja 2019: dwa gole w pierwszym meczu turnieju Finlandia - Kanada (3:1), będący jego debiutanckim w seniorskim spotkaniu MŚ[18][19]
  - 11 maja 2019: trzy gole (hat trick), w tym zwycięski, w drugim meczu turnieju Finlandia - Słowacja (4:2)[20][21]
  - Pierwsze miejsce w klasyfikacji strzelców turnieju: 6 goli[22]
  - Jeden z trzech najlepszych zawodników reprezentacji w turnieju[14]

Wyróżnienia
- Najlepszy sportowiec południowo-zachodniej Finlandii: 2019[23]
- Najlepszy młody sportowiec Finlandii: 2019[24]